# Manduca kuschei
Manduca kuschei là một loài bướm đêm thuộc họ Sphingidae. Loài này có ở México.
Chiều dài cánh trước khoảng 39 mm đối với con đực và 46 mm đối với con cái. 